# Girolamo Pilotti
Girolamo Pilotti, o Pilotto (Venezia?, ... – ...; fl. 1597-1649), è stato un pittore italiano tardomanierista della Repubblica di Venezia, attivo a Venezia e nei domini di terraferma.

## Biografia
Nato forse a Venezia verso il 1575, è considerato allievo di Palma il Giovane e risulta iscritto alla fraglia dei pittori dal 1597 al 1639. Fu annoverato dal Boschini tra i pittori delle sette maniere segnalando come fosse «di maniera più dolce e non tanto gagliarda» rispetto al maestro ma solo «per avvertire qualche distinzione tra loro». A causa delle spoliazioni napoleoniche nelle chiese veneziane rimane veramente poco rispetto a quanto rammentato da Boschini nel 1674 e Zanetti nel 1733 e poi riordinato nel 1771. Dispersioni che hanno seriamente ridotto gli i materiali per lo studio del pittore limitandone l'attuale conoscenza.
Prima opera nota è la pala dei Santi Isidoro, Nicolò e Benedetto, eseguita nel 1609 per la chiesa di Santa Maria Elisabetta del Lido; disgraziatamente espansa con varie aggiunte e rovinata nella pellicola pittorica, rivela nella figura di San Nicolò, la meglio conservata, una certa robustezza di stesura. Nell'Apparizione della Vergine a san Giobbe dell'oratorio di San Giobbe, vicino all'omonima chiesa e nella pala di San Nicolò della parrocchiale di Cecina a Toscolano Maderno è evidente un'attenzione al paesaggio derivata dal Tintoretto e una energica costruzione delle figure debitrice di Leandro Bassano.
Dopo il 1620 venne maggiormente apprezzato tanto da ottenere alcune commissioni pubbliche per il Palazzo Ducale; gli affreschi oggi perduti nella cappella privata del doge, un lungo fregio che probabilmente rappresenta l'Allegoria del Buon Governo di Venezia di cui restano due frammenti a palazzo Corner della Ca' Granda, e la cosiddetta Festa di San Nicolò ugualmente perduta. Queste opere gli guadagnarono ulteriore stima ed essere incaricato per i cartoni dei nuovi mosaici da installare in San Marco. Questo incarico che lo vide impegnato continuativamente dal 1626 al 1639, data dell'ultimo pagamento, nella realizzazione di oltre 20 soggetti tra cui spicca il Paradiso, una estesa opera con oltre sessanta figure, fortemente debitrice al medesimo soggetto dipinto dal Tintoretto. Probabilmente è questa sua consuetudine con le opere musive che lo influenzò verso la sua peculiare caratteristica delle minuscole lumeggiature.